# ترشی ترب
ترشی ترب به نام چیکین مو (کره‌ای: 치킨무، "مرغ تربچه") در کره ای، یک غذای تربچه است که با مرغ سرخ شده کره ای سرو و خورده می‌شود. مانند سایر بانچان، این غذای جانبی رایگان (و قابل پر کردن، اگر در خانه تحویل داده نشود) در کره جنوبی است.